# Geierköpfe
Le Geierköpfe est un sommet des Alpes, à 2 161 m d'altitude, dans les Alpes d'Ammergau, en Autriche (land du Tyrol).